# بيتر برايت
بيتر برايت (بالفرنسية: Peter Praet)‏ من مواليد 20 يناير 1949 في هيرشن بالقرب من إيتورف في ولاية شمال الراين-وستفاليا ضمن ألمانيا المحتلة من قبل الحلفاء هو اقتصادي بلجيكي شغل منصب عضو في المجلس التنفيذي للبنك المركزي الأوروبي في الفترة من 2011 إلى 2019 وفي الوقت نفسه تم تكليفه بمنصب كبير الاقتصاديين في البنك المركزي الأوروبي عام 2012.
داخل البنك المركزي الأوروبي، كان يُنظر إلى برايت على نطاق واسع على أنه وسطي في السياسة النقدية مع ميل "متشائم"، مما يعني أنه من المرجح أن يأخذ آفاق النمو في الاعتبار في إدارة السياسة النقدية بشكل أكبر من "صقور" التضخم الصارم.